# Bellonella bocagei
Bellonella bocagei är en korallart som först beskrevs av Kent 1870.  Bellonella bocagei ingår i släktet Bellonella och familjen läderkoraller. Inga underarter finns listade i Catalogue of Life.